# جیاجیانگ
جیاجیانگ (به لاتین: Jiujiang) یک شهر مرکزی در جمهوری خلق چین است که در جیانگشی واقع شده‌است.

## خصوصیات
جیاجیانگ ۱۸٬۸۲۳ کیلومترمربع مساحت و ۴٬۷۲۸٬۷۷۸ نفر جمعیت دارد.

## خواهرخوانده
شهرهای کایانی، کپر، اسلوونی، لوییویل، کنتاکی و کوپیاپو خواهرخوانده‌های جیاجیانگ هستند.